# Vila Nova da Telha
Vila Nova da Telha é uma povoação portuguesa sede da Freguesia de Vila Nova da Telha do Município de Maia, freguesia com 6,06 km² de área e 6004 habitantes (censo de 2021), tendo, por isso, uma densidade populacional de 990,8 pessoas por km2.

## Demografia
A população registada nos censos foi:
| Distribuição da População por Grupos étnicos | Distribuição da População por Grupos étnicos | Distribuição da População por Grupos étnicos | Distribuição da População por Grupos étnicos | Distribuição da População por Grupos étnicos |
| -------------------------------------------- | -------------------------------------------- | -------------------------------------------- | -------------------------------------------- | -------------------------------------------- |
| Ano                                          |                                              |                                              |                                              |                                              |
| 2001                                         | 947                                          | 721                                          | 3155                                         | 545                                          |
| 2011                                         | 958                                          | 622                                          | 3460                                         | 846                                          |
| 2021                                         | 790                                          | 688                                          | 3260                                         | 1266                                         |

## Património
- Quinta de Quires
- Igreja Matriz de Vila Nova da Telha
- Capela de Nossa Senhora da Paz
- Estádio Municipal de Pedras Rubras